# Ali Ammar
Ali Ammar (ur. 16 marca 1981) – iracki lekkoatleta specjalizujący się w rzucie oszczepem.
W 2006 zajął odległe miejsce w finale podczas igrzysk azjatyckich, a rok później nie udało mu się awansować do finału uniwersjady. Wicemistrz krajów arabskich z Damaszku (2009). W 2010 był jedenasty na igrzyskach azjatyckich, a w 2011 wystąpił w finale mistrzostw Azji i zdobył srebro mistrzostw panarabskich oraz brąz igrzysk krajów arabskich. Zwyciężył w mistrzostwach Azji Zachodniej w grudniu 2012.
W 2013 została nałożona na niego kara dwuletniej dyskwalifikacji za stosowanie niedozwolonego dopingu (do 11 grudnia 2014).
Rekord życiowy: 74,16 (8 października 2009, Damaszek) – rezultat ten jest aktualnym rekordem Iraku.

## Osiągnięcia
| Rok  | Impreza                     | Miejsce  | Pozycja           | Wynik |
| ---- | --------------------------- | -------- | ----------------- | ----- |
| 2006 | Igrzyska azjatyckie         | Doha     | 12. miejsce       | 65,22 |
| 2007 | Mistrzostwa panarabskie     | Amman    | 4. miejsce        | 66,33 |
| 2007 | Uniwersjada                 | Bangkok  | el. – 17. miejsce | 63,71 |
| 2009 | Mistrzostwa panarabskie     | Damaszek | 2. miejsce        | 74,16 |
| 2009 | Mistrzostwa Azji            | Kanton   | 8. miejsce        | 70,92 |
| 2010 | Igrzyska azjatyckie         | Kanton   | 11. miejsce       | 70,32 |
| 2011 | Mistrzostwa Azji            | Kobe     | 12. miejsce       | 67,43 |
| 2011 | Mistrzostwa panarabskie     | Al-Ajn   | 2. miejsce        | 73,83 |
| 2011 | Igrzyska panarabskie        | Doha     | 3. miejsce        | 70,36 |
| 2012 | Mistrzostwa Azji Zachodniej | Dubaj    | 1. miejsce        | 69,31 |